# Quinwood
Quinwood é uma cidade  localizada no estado norte-americano de Virgínia Ocidental, no Condado de Greenbrier.

## Demografia
Segundo o censo norte-americano de 2000, a sua população era de 435 habitantes.
Em 2006, foi estimada uma população de 419, um decréscimo de 16 (-3.7%).

## Geografia
De acordo com o United States Census Bureau tem uma área de
1,3 km², dos quais 1,3 km² cobertos por terra e 0,0 km² cobertos por água. Quinwood localiza-se a aproximadamente 896 m acima do nível do mar.

## Localidades na vizinhança
O diagrama seguinte representa as localidades num raio de 28 km ao redor de Quinwood.